# Eiko Shimamiya
Eiko Shimamiya (Japonés: 島みやえい子), es una cantante japonesa miembro del conocido grupo de producción de música electrónica I've Sound. Se hizo conocida en el año 2006 por interpretar las canciones de cabecera de la serie de anime Higurashi no naku koro ni y sus posteriores secuelas. También ejerce de profesora de canto en una academia musical de Sapporo llamada Shimamiya-Size, dirigida por ella misma.

## Biografía

### Inicio
Eiko Shimamiya antes de su debut, estuvo dedicada a impartir clases de canto. Desde entonces, se convirtió en mentora de otras futuras cantantes de I've sound como Kotoko o Mami Kawada, que fueron alumnas suyas.
Eiko Shimamiya debutó integrándose como cantante de I've Sound en 1999, interviniendo en "Regret" el primer recopilatorio que publicó la agrupación. En dicho álbum, la vocalista interpretaba "Last regrets X-mas floor style", canción inserta en Kanon. Desde entonces la cantante interpretó y compuso varias canciones tanto para sí misma como para otras cantantes de I've, como es el caso de Lia o Ayana.
También llegó a agruparse con otras cantantes de su formación como su alumna Mami Kawada con la cual se juntó bajo el nombre de "Healing leaf", llegando a cantar tres canciones para juegos eroge.
Durante esta etapa, la vocalista combinó su faceta dentro de I've Sound, con la producción de canciones para sí misma. De este modo, Eiko Shimamiya publicó tres extended plays antes de su debut en solitario en el año 2004.

### Carrera discográfica
En el año 2004, tiene lugar su debut de cara al gran público. Fichó por el sello discográfico Geneon entertainment y sacó a la venta su primer mini LP titulado "Ulysses". A partir de entonces, la intérprete decidió cambiar su nombre artístico de 島宮えい子 a 島みやえい子 transcribiendo al Hiragana uno de los Kanjis de su apellido.
El quince de octubre del 2005, Eiko Shimamiya y el resto de las veinte cantantes que entonces formaban parte de I've Sound, dieron su primer concierto en Budokan, que contó con una afluencia mayor de la esperada y que hizo que la popularidad de las cantantes de la agrupación aumentara de forma abrupta. En dicho concierto, la Cantante, interpretó dos canciones en directo: "Castle of sand" y "Automation", que se habían convertido para aquel entonces en dos de sus canciones más conocidas.
Casi un año después de su debut sobre los escenarios en Budokan, la cantante comenzó su primera gira por Japón en solitario.

### Higurashi no Naku Koro Ni
En el 2006, su discográfica le propuso cantar el la canción de apertura del anime Higurashi no naku koro ni titulado con el mismo nombre. De este modo la cantante saca su primer sencillo que tuvo una buena acogida debutando en el puesto 18º del Oricon, suponiendo su consagración definitiva en el panorama musical japonés.
Su segundo sencillo con Geneon, titulado "Naraku no Hana", fue usado como canción de apertura de la segunda temporada de la serie antes citada, y un año después, su discográfica volvió a contar con ella para la canción "Unmei no wa", el tema central de la banda sonora de la película a imagen real de la franquicia de Higurashi no naku koro ni.
En el año 2009, Eiko Shimamiya y las seis actuales cantantes de I've Sound, dan su segundo concierto en Budokan como conmemoración del décimo adniversario de la agrupación, que posteriormente sería publicado en DVD con el título de "Departed to the future". También publica el sencillo Paranoia dentro del pack homónimo.
Aquel mismo año, la cantante publicó otros dos singles, "Chikai", como canción de apertura de la segunda película de la saga antes citada, y Super scription of data, opening de la OVA de la misma franquicia.
para el 28 de abril de 2010, la cantante confirmó la publicación del que sería su sexto miniálbum y el primero en cuatro años. Finalmente, la propia cantante confirmó más de un mes antes de su publicación que dicho álbum se llamaría "Perfect world", y que contendría siete canciones.
Al poco tiempo después, el día 30 de marzo del mismo año, la cantante confirmó el tracklist del que séría su nuevo trabajo que al final contendría nueve canciones, y no siete como se había asegurado inicialmente. Aunque aún no se conocen los créditos del nuevo miniálbum, se sabe que en dicho trabajo figuran las canciones utilizadas como cara B en los sencillos "Chikai" y "Superscription of data".
En 2020, Eiko regresó a la franquicia con dos nuevas canciones (キミシニタマフコトナカレ & 穴) para la máquina recreativa Higurashi no Naku Koro ni Mawari (P ひぐらしのなく頃に ～廻～)

### Convalecencia
A pesar de la ilusión puesta en la publicación de su quinto álbum desde su debut con Geneon, el 31 de enero de 2010, la cantante anunció en su cuenta de Twitter que le habían diagnosticado Cancer de Tiroides, lo cual le obligó a cancelar la gira promocional del álbum. Dicha noticia la publicó en la página web oficial de su álbum en video mostrándose visiblemente afectada a pesar de su buen pronóstico.

### Sin I've Sound
Tras ocho meses de convalecencia debido a su cancer de tiroides, Eiko Shimamiya anunció su vuelta a los escenarios a principios del més de abril del año 2011. La primera aparición de la cantante en directo después de su enfermedad sería un concierto acústico que tendría lugar en Tokio el día 5 de mayo de ese año. También para finales del mismo mes, el mismo año, está previsto también el lanzamiento de un recopilatorio de sus singles y de sus canciones con I've Sound.
Coincidiendo con el anuncio de la futura publicación de su álbum recopilatorio, el mismo día por Twitter, Eiko Shimamiya, reveló en su blog que estaba planeando abandonar I've Sound para comenzar su carrera en solitario.
También, a mediados del 2011, después de cinco años alejada del ambiente de los videojuegos para adultos, Eiko Shimamiya, volvió al panorama de las novelas visuales, auniciando que ella misma cantaría un tema titulado: Karma no uta, la canción inserta de un juego desarrollado por la compañía '130Cm' llamado "Nemuneru hana wa aru no matsu". Dicha canción sería su última canción producida por I've Sound.
El debut de Eiko Shimamiya fuera de I've Sound tuvo lugar a finales del 2011, cuando se le ofreció cantar la canción de cierre del videojuego, Nekonade Distortion. Dos meses después, en diciembre de aquel año, la vocalista publicó en el Comiket de Tokio, un miniálbum llamado 5TEARS, un disco en el cual, todas las canciones están compuestas y escritas por ella misma. En aquel disco, la cantante cuenta con la colaboración de varias de sus exalumnas de su escuela de canto, como KOTOKO, Tae y Kaori Tsubaki, rodeándose también de nuevos arreglistas como Atsuhiko Nakatsubo.

## Discografía
- 2004: Ulysses
- 2005: Endless loop
- 2006: 0
- 2008: Hikari nadeshiko
- 2010: Perfect world